# Mehitenueskhet
Mehitenueskhet o Mehtenueskhet (mḥỉ.t-m-wsḫ.t) va ser una reina egípcia de la XXVI dinastia. Era la Gran Esposa Reial del faraó Psamètic I.
|             |   |      |
| \| \| \| \| |   |      |
|             |   |      |
| mH · t · H8 | n | wsxt |

| mH · t · H8 | n | wsxt |

|             |   |      |
| \| \| \| \| |   |      |
|             |   |      |
| mH · t · H8 | n | wsxt |

| mH · t · H8 | n | wsxt |

|             |   |      |
| \| \| \| \| |   |      |
|             |   |      |
| mH · t · H8 | n | wsxt |

| mH · t · H8 | n | wsxt |

|             |   |      |
| \| \| \| \| |   |      |
|             |   |      |
| mH · t · H8 | n | wsxt |

| mH · t · H8 | n | wsxt |

Mehitenueskhet era la filla del Summe sacerdot de Ra Harsiese. S'ha suggerit que el summe sacerdot Harsiese pugui ser la mateixa persona que el djati Harsiese de l'època del rei Taharqa. Si fos així, Harsiese hauria servit com a djati d'aquest faraó, al mateix temps que hauria mantingut relacions amb Necho I, governant de Sais. Això podria haver permès a Harsiese romandre en el càrrec com a djati durant el regnat del seu gendre Psamètic I. Si el djati Harsiese fos el pare de Mehitenueskhet, hauria estat germana de Naneferhenes, que estava casada amb un sacerdot tebà anomenat Nesamun.
Mehitenueskhet era la mare de Necó II, de la Divina Adoratriu d'Amon Nitocris I i una filla anomenada Merietneith. Mehitenueskhet va ser enterrada amb la seva filla Nitocris a Medinet Habu.
Mehitenueskhet tenia els títols coneguts següentsː
- Dona del Rei
- Gran Esposa Reial, Primera de sa Magestat
- Pincesa eterna
- Esposa de les Dues Terres
- Eternament reverenciadae
- Senyora de la Gràcia